# Étienne Méhul

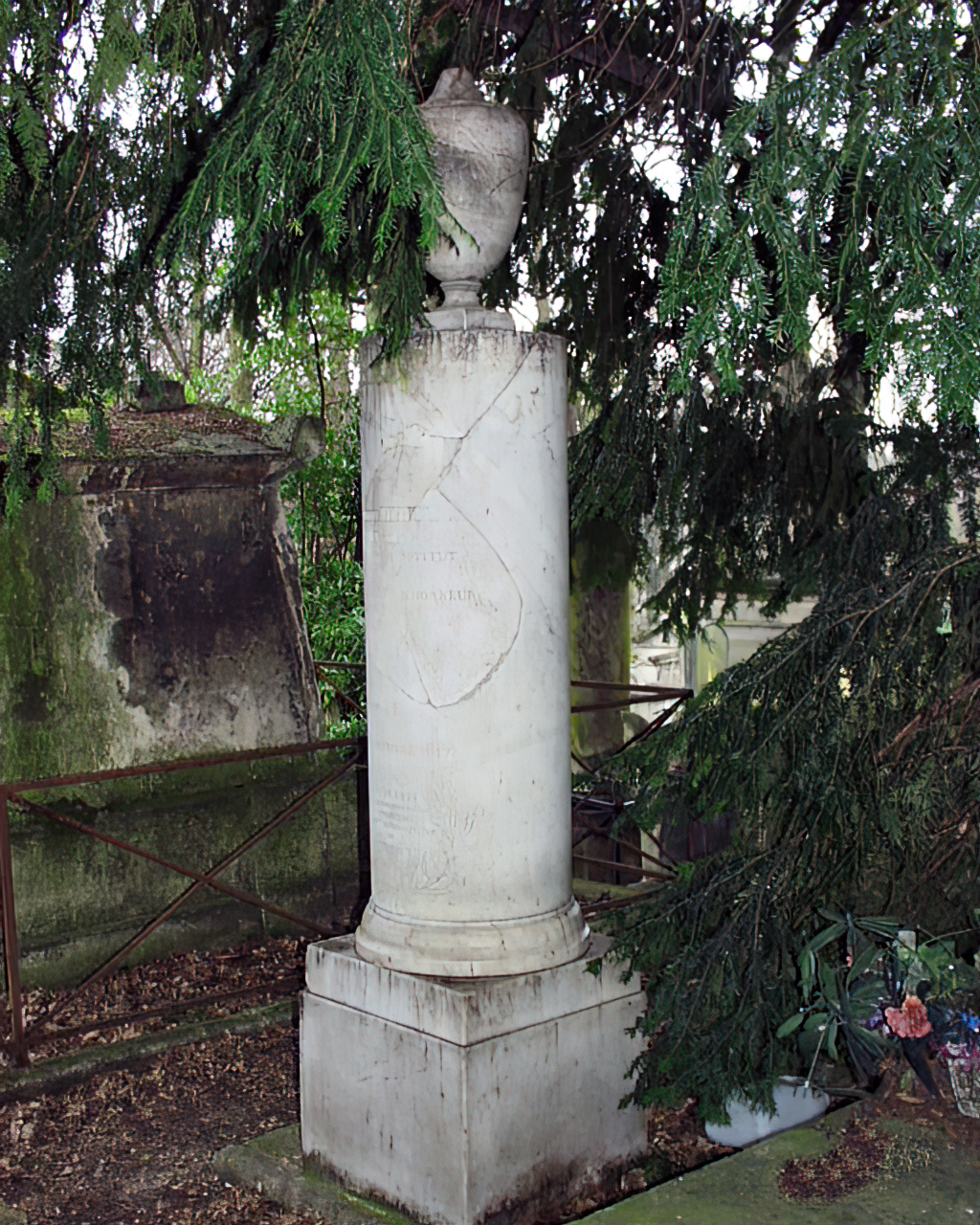
Seu túmulo em Paris

Etienne Henri (ou Nicolas) Méhul (Givet, 22 de junho de 1763 — Paris, 18 de outubro de 1817) foi um compositor francês, "o mais importante compositor de ópera na França durante a Revolução Francesa." Ele também foi o primeiro compositor a ser chamado de "Romântico".

## Vida
Ele nasceu em Givet, Ardennes. Os pais demasiado pobres para lhe dar uma educação musical regular, as suas primeiras lições vieram de um pobre cego organista da Givet; ainda que fosse essa a sua aptidão, quando fêz dez anos, foi nomeado organista do convento do Récollets. Em 1775 um músico e organista alemão, Wilhelm Hauser, foi contratado para o mosteiro de Lavaldieu, a poucos quilómetros de Givet, Méhul tornou-se seu pupilo ocasional.

## Obras
- para Piano
  - 3 Sonates for Piano, op. 1 (1783)
  - 3 Sonates for Piano, op. 2 (1788)

- Música orquestral
  - Ouverture burlesque (1794)
  - Ouverture pour instruments à vent (1794)
  - Symphony in C (1797, only parts are surviving)
  - Symphony No.1 in G minor (1808/09)
  - Symphony No.2 in D major (1808/09)
  - Symphony No.3 in C major (1809)
  - Symphony No.4 in E major (1810)
  - Symphony No.5 (1810, only a first movement survives)

- Música vocal
  - Chant du départ (1794)
  - Chant des Victoires (1794)
  - Messe Solennelle pour soli, chœurs et orgue (1804)
  - Chant du retour pour la Grande Armée (1808)
  - Chant lyrique pour l'inauguration de la statue de Napoléon (1811)

- Ballets
  - Le Jugement de Pâris (1793)
  - La Dansomanie (1800)

- Óperas
  - Euphrosine (1790)
  - Cora (1791)
  - Stratonice (1792)
  - Le jeune sage et le vieux fou (1793)
  - Horatius Cocles (1794)
  - Mélidore et Phrosine (1794)
  - Doria ou La Tyrannie détruite (1795)
  - La Caverne (1795)
  - Le jeune Henri(1797)
  - Le pont de Lody (1797)
  - Ariodant (1799)
  - Adrien, empereur de Rome(1799)
  - Épicure (1800, with Luigi Cherubini)
  - Bion (1800)
  - L'Irato ou L'Emporté(1801)
  - Une Folie (1802)
  - Le trésor supposé ou Le danger d'écouter aux portes (1802)
  - Joanna (1802)
  - Héléna (1803)
  - Le baiser et la quittance (1803, with Boieldieu, R. Kreutzer and Isouard)
  - Les deux Aveugles de Tolède (1806)
  - Uthal (1806)
  - Gabrielle d'Estrées ou Les Amours d'Henri IV(1806)
  - Joseph (1807)
  - Les Amazones ou la Fondation de Thèbes (1811)
  - Le Prince troubadour ou Le grand trompeur des dames (1813)
  - L'Oriflamme (1814, with Berton and R.Kreutzer)
  - La Journée aux aventures(1816)
  - Valentine de Milan (1822)

- Incidental
  - Timoléon (by Marie-Joseph Chénier)
  - Les Hussites (by Alexandre Duval)

## Discografia
- The Complete Symphonies (Symphonies No.1-No.4). Lisbon Gulbenkian Foundation Orchestra, Michel Swierczewski (including the Ouvertures La Chasse du jeune Henri and Le Trésor supposé), Nimbus Records, 1992
- Symphonies Nos 1 and 2. Les Musiciens du Louvre, Marc Minkowski, Erato/Apex, 2003
- Overtures: Mélidore et Phrosine; Ariodant; Joseph; Horatius Coclès; Bion; Le jeune sage et le vieux fou; Le trésor supposé; Les deux aveugles de Tolède; La chasse du jeune Henri. Orchestre de Bretagne/ Stefan Sanderling, ASV, 2003
- Stratonice. Petibon/Beuron/Lescoart/Daymond, Corona Coloniensis, Cappella Coloniensis, William Christie, Erato 1996
- Joseph (as Joseph in Aegypten), two versions of the work in German both recorded in 1955: (a) Alexander Welitsch/Libero di Luca/ Horst Guenter/Ursula Zollenkopf, Symphony Orchestra and Choir of NWDR, Wilhelm Schuechter; (b) Alexander Welitsch/Josef Traxel/Bernhard Michaelis/Friederike Sailer, Stuttgart Radio Symphony Orchestra, Suedfunk Chor, Alfons Rischner. Gala, 2004.
- Joseph (in French): Nathalie Dessay, soprano ; Brigette Lafon, mezzo-soprano ; Laurence Dale, Antoine Normand, Philippe Pistole, tenors ; René Massis, baritone ; Frédéric Vassar, Philippe Jorquera, basses ; Abbi Patrix, speaker ; Ensemble choral "Intermezzo" ; Orchestre régional de Picardie "Le Sinfonietta" ; Claude Bardon, conductor. Chant du monde, c. 1989.
- La Chasse du jeune Henri, Le Trésor supposé and Timoléon Royal Philharmonic Orchestra/Sir Thomas Beecham, Sony, 2002.
- L'Irato Turk/Auvity/Courtin/Buet/Chamber Choir Bonn, L'arte del mondo, Walter Ehrhardt, Capriccio, 2006.
- Piano Sonatas opp. 1 (nos. 1-3) & 2 (nos. 4-6). Brigitte Haudebourg, piano. Arcobaleno, c. 1990.
- Le chant du départ; Chant Funèbre à la Mémoire de Féraud; Hymne pour la Fête des Epoux; Ouverture. Edwige Perfetti, soprano ; Tibère Raffali, Christian Papis, tenors ; Gilles Cachemaille, baritone -- Orchestre d'Harmonie des Gardiens de la Paix de Paris ; Claude Pichaureau, conductor -- Chœur de l'Armée Française ; Serge Zapolski, chorus-master -- Chorale a Chœur Joie la Gondoire ; Daniel Catenne, chorus-master -- Chorale Populaire de Paris ; Jean-Claude Chambard, chorus-master. Musifrance, n.d.
- Chant national du 14 juillet 1800; Hymne à la raison; Le chant du départ Chœur et Orchestre du Capitole de Toulouse ; Michel Plasson, conductor. EMI, 1990.